# Kumçatı, Şırnak
Kumçatı là một thị trấn thuộc thành phố Şırnak, tỉnh Şırnak, Thổ Nhĩ Kỳ. Dân số thời điểm năm 2011 là 7.368 người.